# Percy Edward Kent
Percy Edward Kent FRS (West Bridgford, 18 de março de 1913 — Chesterfield, 9 de julho de 1986) foi um geólogo britânico.
Foi laureado com a Medalha Bigsby em 1955 e com a Medalha Murchison em 1969, ambas atribuídas pela Sociedade Geológica de Londres. Em 1971 recebeu a Medalha Real.

## Vida
Frequentou a West Bridgford Grammar School. Formou-se na Universidade de Nottingham em 1934, onde obteve o doutorado em 1941.

## Carreira
Foi geologista chefe da BP, de 1966 a 1971. De 1974 a 1976 foi presidente da Sociedade Geológica de Londres.